# Boger City (Carolina del Norte)
Boger City es un barrio de la ciudad de Lincolnton, Carolina del Norte.
En el censo de 2000 fue listado como un lugar designado por el censo por error, dado que en 1986 había sido ya integrado a la ciudad de Lincolnton.

## Geografía
El barrio está ubicado en las coordenadas 35°29′7″N 81°12′1″O / 35.48528, -81.20028. Según la Oficina del Censo, tiene una superficie de 1.8 km², correspondientes en su totalidad a tierra firme.